# آلخاندرو آگوستین لانوس
آلخاندرو آگوستین لانوس (انگلیسی: Alejandro Agustín Lanusse; زاده ۲۸ اوت ۱۹۱۸ – درگذشته ۲۶ اوت ۱۹۹۶) سیاست‌مدار اهل آرژانتین بود.